# Золотаренко Євген Антонович
Євге́н Анто́нович Золотаре́нко (8 грудня 1889, Кобеляки, Полтавська губернія, Російська імперія— 1 листопада 1955, Полтава, Українська РСР, СРСР) — український радянський театральний актор. Народний артист Української РСР (1954).

## Біографія
Народився 26 листопада [8 грудня] 1889 року в місті Кобеляках (тепер Полтавський район Полтавської області, Україна). Навчався у Кобеляцькому комерційному училищі.
Театральну діяльність розпочав 1918 року у складі трупи при Народному домі у Кобеляках. Впродовж 1925—1936 років працював в Українському драматичному театрі імені Марії Заньковецької у Дніпропетровську та Запоріжжі. Впродовж 1936—1955 років (з перервою) — актор Полтавського українського музично-драматичного театру імені Миколи Гоголя. Помер в Полтаві 1 листопада 1955 року.

## Ролі
- Возний («Наталка Полтавка» Івана Котляревського);
- Омелько («Мартин Боруля» Івана Карпенка-Карого);
- Черевик, Каленик, Хлопов («Сорочинський ярмарок», «Майська ніч», «Ревізор» за Миколою Гоголем);
- Цупович («Під золотим орлом» Ярослава Галана);
- Часник, Бублик, Ленін («В степах України», «Платон Кречет», «Правда» Олександра Корнійчука);
- Журден («Міщанин-шляхтич» Жана-Батиста Мольєра).